# Richárd Weisz

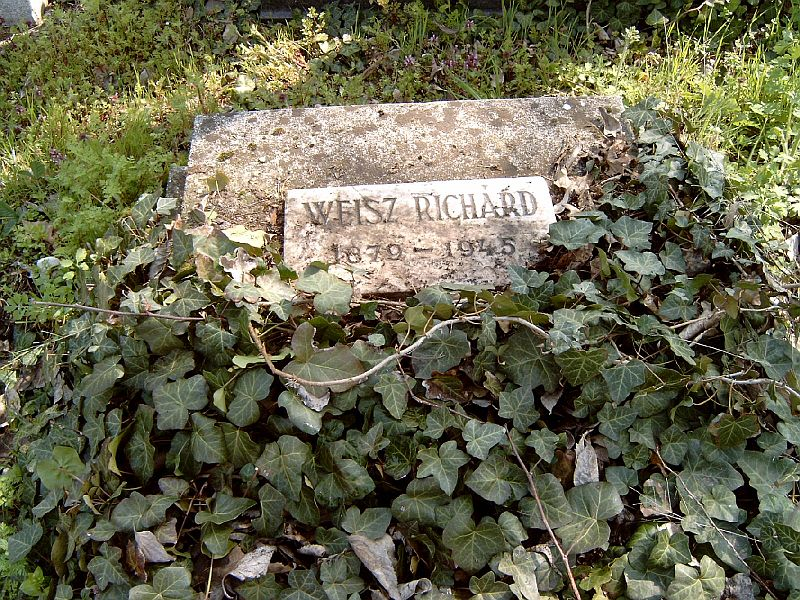
Das Grab von Richárd Weisz auf dem jüdischen Friedhof Kozma utcai temető in Budapest

Richárd Weisz (* 30. April 1879 in Budapest, Österreich-Ungarn; † 4. Dezember 1945 ebenda) war ein ungarischer Ringer und Gewichtheber. Er war Olympiasieger im Ringen im griechisch-römischen Stil bei den Spielen 1908 in London im Schwergewicht.

## Werdegang

### Laufbahn als Ringer
Richárd Weisz begann im Jahre 1896 in Budapest mit der Schwerathletik. Das heißt, dass er sich neben dem Ringen auch mit dem Gewichtheben beschäftigte, wie es in den Anfangsjahren des modernen Sports vielfach üblich war. Er wurde Mitglied des Hungarian Athletic Club Budapest, 1908 wechselte er zu MTK Budapest.
Unter der Anleitung von Janos Weigand entwickelte er sich zu einem ausgesprochen kräftigen Athleten, der immer im Schwergewicht startete. Dabei ist anzumerken, dass das Gewichtslimit zu seinen Zeiten oft von Wettkampf zu Wettkampf abweichend festgesetzt wurde. Manchmal begann das Schwergewicht schon bei 75 kg und bei den Olympischen Spielen 1908 beispielsweise erst bei 93 kg Körpergewicht.
Im Ringen wurde Richárd Weisz im Jahre 1903 erstmals ungarischer Meister im Schwergewicht im griechisch-römischen Stil, der damals in Europa, außer in den angelsächsischen Ländern, ausschließlich gerungen wurde. Diesen Erfolg wiederholte er bis in das Jahr 1911 noch zehnmal. Erst 1912 wurde er von Tibor Fischer als ungarischer Schwergewichtsmeister im Ringen abgelöst.
Im Jahre 1904 startete er bei einer Weltmeisterschaft in Wien. Er besiegte dabei im Schwergewicht Henri Baur und Karl Höltl aus Österreich, verlor aber gegen Anton Schmitz, ebenfalls einem Österreicher. Mit dieser Niederlage schied er aus dem Wettbewerb aus. Wie damals üblich wurden in jenen Jahren nur die drei Erstplatzierten bestimmt. Nach den heutigen Regeln wäre Richard Weisz aber auf den 9. Platz gekommen.
Im Jahre 1910 startete Richárd Weisz bei den Olympischen Spielen in Athen (sog. Zwischenspiele). Seine Platzierung ist nirgends festgehalten, da er nicht zu den drei Medaillengewinnern gehörte. Es siegte dort Søren Marinus Jensen aus Dänemark vor Henri Baur und Marcel Dubois aus Belgien.
Im Jahre 1908 war er auch bei den Olympischen Spielen in London im griech.-römischen Stil am Start. Bei diesen Olympischen Spielen fanden erstmals Wettbewerbe in beiden Stilarten, freier Stil und griechisch-römischen Stil statt. Richárd Weisz reichten drei Siege zum Gewinn der Goldmedaille. Er schlug Alexander Petrow, einen 23-jährigen Studenten aus Sankt Petersburg, und die beiden Dänen Carl Jensen und Søren Marinus Jensen.
Bei den Olympischen Spielen 1912 in Stockholm war Richárd Weisz nicht mehr am Start. Nach seiner Ringerlaufbahn wurde Richárd Weisz Hotelier in Budapest und danach Zirkusdirektor.

### Gewichtheben
Vom Gewichtheber Richárd Weisz ist nur bekannt, dass er in den Jahren 1905 bis 1908 ungarischer Meister im Schwergewicht wurde. Wobei er im Jahre 1905 die erste Gewichtheber-Meisterschaft Ungarns gewann, die veranstaltet wurde.